# Rácz Kármen
Rácz Kármen (Budapest, 1977. május 20. –) magyar színésznő, bábművész.

## Életpályája
Ikertestvére Rácz Kriszta szintén színésznő, bábművész. Középiskolás korukban Földessy Margit drámastúdiójában kezdtek színházzal foglalkozni. Mindketten a Színház- és Filmművészeti Egyetemen, Békés András bábszínész osztályában végzetek, 1999-ben. 1999-2025 között a Kolibri Színház művészei voltak.

## Fontosabb színházi szerepei
- William Shakespeare: Hamlet... Voltimand, udvarfi; Az őrök narrátora
- Carlo Goldoni: A fogadósnő... Ortensia színésznő
- Jevgenyij Lvovics Svarc: A király meztelen... Királylány
- Grimm fivérek: Hófehérke és a hét törpe... Mostoha
- Hans Christian Andersen: sHÓwKIRÁLYNŐ... Kay, kisfiú
- Alan Alexander Milne – Szívós Károly: Róbert Gida és barátai... Róbert Gida
- Erich Kästner: A két Lotti... Luise Palffy, apával él
- Erich Kästner: Emil és a detektívek... Lotti Mirtill
- Mark Twain – Zalán Tibor: Királyfi és koldus... Tom Canty, koldus kisgyerek
- Thomas Mann – Bagossy László: Mario és a varázsló... Torre di Venere-i polgárok
- Molnár Ferenc: Liliom... Angyalka
- Efrájim Kishon: A színház... kész kabaré!... A színház üdvöskéje
- Egressy Zoltán: Csimpi szülinapja... Csillag
- Szabó Magda – Egressy Zoltán: Tündér Lala... Kis Gigi
- Marék Veronika: A lila majom... Barbarella
- Fábri Péter – Novák János: Parszifál titka, avagy a terepasztal lovagjai... Klára
- Balla Margit: Hamupipőke Velencében... Klotild, Hamupipőke mostohanővére
- Kolozsi Angéla: Emília és az angyal, akit Körmöczi Györgynek hívnak... Muriel
- Kenneth Grahame: Békafalvy Béka... Főmenyét
- Fujita Asaya: Bekkanko, a grimaszdémon... Vadkacsa
- Michael Ende – Bodnár Zoltán – Zalán Tibor: Ilka titka... Ilka; Max
- Felix Salten – James DeVita: Bambi... Marena; Első szajkó
- Paul Gallico: Macska voltam Londonban... Egér; Pletykáló macska; Macskalány
- Robert Jelinek: Európai történet... Emília, a polgármester lánya
- Margi Auer: Mágikus állatok iskolája... Ashanti, fekete mamba; Finja, csúfolódó

## Filmek, tv
- Kisváros (sorozat) Melyik az igazi? című rész (1999) ... Rabló iker 2.
- Szuromberek királyfi (2007)... Uborka Ibolya
- Egy másik életben (2019)... Réka